# Danial Shahril
Danial Shahril (* 23. November 2002 in Perak) ist ein malaysischer Motorradrennfahrer. Er fährt 2024 in der JuniorGP für das Asia Talent Team.

## Statistik

### In der Motorrad-Weltmeisterschaft
(Stand: Saisonende 2023)
| Saison | Klasse | Team                    | Motorrad | Rennen | Rennen | Siege | Zweiter | Dritter | Poles | Schn. Runden | Punkte | Ergebnis |
| ------ | ------ | ----------------------- | -------- | ------ | ------ | ----- | ------- | ------- | ----- | ------------ | ------ | -------- |
| 2023   | Moto3  | MT Helmets – MSI        | KTM      | 1      | 2      | –     | –       | –       | –     | –            | 0      | 37.      |
| 2023   | Moto3  | Petronas MIE/Lav Racing | Honda    | 1      | 2      | –     | –       | –       | –     | –            | 0      | 37.      |
| Gesamt | Gesamt | Gesamt                  | Gesamt   | 1      | 1      | 0     | 0       | 0       | 0     | 0            | 0      |          |

Einzelergebnisse
| Saison | 1        | 2           | 3         | 4       | 5          | 6       | 7           | 8           | 9          | 10                     | 11         | 12         | 13         | 14     | 15    | 16         | 17         | 18       | 19       | 20    | 21       |
| ------ | -------- | ----------- | --------- | ------- | ---------- | ------- | ----------- | ----------- | ---------- | ---------------------- | ---------- | ---------- | ---------- | ------ | ----- | ---------- | ---------- | -------- | -------- | ----- | -------- |
| 2023   | Portugal | Argentinien | USA-Texas | Spanien | Frankreich | Italien | Deutschland | Niederlande | Kasachstan | Vereinigtes Konigreich | Osterreich | Katalonien | San Marino | Indien | Japan | Indonesien | Australien | Thailand | Malaysia | Katar | Valencia |
| 2023   |          |             |           |         |            |         | 26          |             | C          |                        |            |            |            | 20     |       |            |            |          |          |       |          |

| Legende  | Legende            | Legende                                                          |
| Farbe    | Abkürzung          | Bedeutung                                                        |
| -------- | ------------------ | ---------------------------------------------------------------- |
| Gold     | –                  | Sieg                                                             |
| Silber   | –                  | 2. Platz                                                         |
| Bronze   | –                  | 3. Platz                                                         |
| Grün     | –                  | Platzierung in den Punkten                                       |
| Blau     | –                  | Klassifiziert außerhalb der Punkteränge                          |
| Violett  | DNF                | Rennen nicht beendet (did not finish)                            |
| Violett  | NC                 | nicht klassifiziert (not classified)                             |
| Rot      | DNQ                | nicht qualifiziert (did not qualify)                             |
| Rot      | DNPQ               | in Vorqualifikation gescheitert (did not pre-qualify)            |
| Schwarz  | DSQ                | disqualifiziert (disqualified)                                   |
| Weiß     | DNS                | nicht am Start (did not start)                                   |
| Weiß     | WD                 | zurückgezogen (withdrawn)                                        |
| Hellblau | PO                 | nur am Training teilgenommen (practiced only)                    |
| Hellblau | TD                 | Freitags-Testfahrer (test driver)                                |
| ohne     | DNP                | nicht am Training teilgenommen (did not practice)                |
| ohne     | INJ                | verletzt oder krank (injured)                                    |
| ohne     | EX                 | ausgeschlossen (excluded)                                        |
| ohne     | DNA                | nicht erschienen (did not arrive)                                |
| ohne     | C                  | Rennen abgesagt (cancelled)                                      |
| ohne     | keine WM-Teilnahme |                                                                  |
| sonstige | P/fett             | Pole-Position                                                    |
| sonstige | 1/2/3/4/5/6/7/8    | Punktplatzierung im Sprint-/Qualifikationsrennen                 |
| sonstige | SR/kursiv          | Schnellste Rennrunde                                             |
| sonstige | *                  | nicht im Ziel, aufgrund der zurückgelegten Distanz aber gewertet |
| sonstige | ()                 | Streichresultate                                                 |
| sonstige | unterstrichen      | Führender in der Gesamtwertung                                   |